# 郭維藩 (嘉靖進士)
郭維藩（1502年—？），字价夫，号两川，廣東潮州府揭陽縣人，民籍，明朝官员。

## 生平
嘉靖十九年（1540年）庚子科廣東鄉試第十七名舉人。嘉靖二十三年（1544年）中式甲辰科會試第三十六名，登第三甲第五十一名進士。官至临安府知府。

## 家族
曾祖郭宏毅；祖父郭駿；父郭淳。前母陳氏；母杜氏。慈侍下。兄世臣。弟维翰。